# Kebelè
Il kebelè (in amarico: ቀበሌ, qäbäle) è la più piccola unità amministrativa in Etiopia, equiparabile ad un quartiere, frazione o piccola località abitata in cui risiede un gruppo di famiglie.

## Descrizione
Il kebelè fa parte del woreda (distretto), il quale appartiene ad una zona, che a sua volta è parte dei kililoch (le regioni ethno-linguistiche che compongono al Repubblica Federale Democratica d'Etiopia). Ogni kebelè consiste di almeno 500 famiglie o l'equivalente di 3500-4000 persone, e ne esiste almeno uno in ogni città in cui vi siano almeno 2 000 abitanti. Il keftanya è l'organo rappresentativo della popolazione e ha una giurisdizione su un numero variabile di kebelè, tra sei e dodici.

## Storia
Il kebelè, termine utilizzato anche per indicare un'associazione di contadini simile ai kolchoz sovietici, venne creato dal regime comunista dei Derg nel 1975 per promuovere lo sviluppo e la gestione della riforma fondiaria etiope. I kebelè divennero un elemento chiave per il quale il Partito Rivoluzionario del Popolo Etiope e il Movimento Socialista Pan-etiopico combatterono contro il regime Derg per il controllo della nazione durante il periodo del cosiddetto Terrore rosso. I membri armati di queste formazioni, organizzati in squadre di difesa di quartiere, furono responsabili di molti degli eccessi brutali del Terrore rosso..
Quando il Fronte Democratico Rivoluzionario del Popolo Etiope assunse il potere nel 1991 alla fine della guerra civile etiope, le associazioni rurali o kebelè continuarono ad esistere, ma modificarono la loro funzione per fornire servizi pubblici come l'assistenza sanitaria attraverso il programma di assistenza sanitaria. Come descritto dall'organizzazione non governativa Human Rights Watch, "gli amministratori dei Kebelè determinano l'ammissibilità all'assistenza alimentare, raccomandano di rivolgersi all'assistenza sanitaria secondaria e alle scuole e contribuiscono a fornire accesso alle risorse distribuite dallo Stato, come sementi, fertilizzanti, credito e altri fattori di produzione agricoli essenziali".